# آنا سيمبسون
آنا سيمبسون (بالإنجليزية: Anna Simpson)‏ هي ممثلة أمريكية، ولدت في 23 مارس 1985 في بروكلين في الولايات المتحدة.

## وصلات خارجية
- آنا سيمبسون على موقع IMDb (الإنجليزية)
- آنا سيمبسون على موقع ألو سيني (الفرنسية)
- آنا سيمبسون على موقع قاعدة بيانات الفيلم (الإنجليزية)